# Montiferru
Le Montiferru est une sous-région du centre-ouest de la Sardaigne qui tire son nom du massif d’origine volcanique éteint éponyme.

## Géographie
Montiferru est une région historique du centre-ouest de la Sardaigne, en Italie. Elle tire son nom du massif volcanique éteint éponyme, dont le sommet principal est le Monte Urtigu (1 050 m). S'étendant sur environ 700 km2, le massif avait à l'origine une altitude maximale d'environ 1 600⁄1 700 m, réduite ensuite par l'érosion.
L'origine volcanique de la région est attestée par les roches basaltiques du bord de mer. Les sources d'eau sont fréquentes, les rivières de la région comprenant le rio Mannu.

## Économie et flore
L'économie est essentiellement rurale, basée sur l'agriculture et l'élevage. La flore va des arbustes méditerranéens de la côte aux oliviers et aux arbres fruitiers de la partie continentale, jusqu'aux pins et aux chênes dans les parties les plus élevées. La faune comprend le sanglier, le renard, le lièvre de Sardaigne, le hérisson européen, la petite belette, martes, le rare lynx de Sardaigne, le vautour, la corneille noire, le faucon pèlerin, la huppe fasciée, le chevêche d'Athéna, le petit duc d'Europe.

## Communes
- Bonarcado
- Cuglieri
- Narbolia
- Paulilatino
- Santu Lussurgiu
- Scano di Montiferro
- Seneghe
- Sennariolo

## Géologie
Les roches de Montiferru sont les restes d'un complexe volcanique éteint, couvrant une zone d'environ 400 kilomètres carrés, qui était actif il y a 3,9 à 1,6 millions d'années pendant les époques Pliocène et Pléistocène de l'histoire géologique de la Terre. L'activité volcanique était la plus intense il y a 3,6 millions d'années. Le volcan a éructé une grande variété de laves, notamment de la basanite, de l' hawaiite, de la phonolite, de la mugéarite, de la benmoréite et du trachyte, ainsi que de petites quantités d'andésite basaltique et de trachyandésite basaltique